# SWERY
SWERY（スエリー）は、日本のゲームクリエイター。株式会社White Owls代表取締役。本名は末弘 秀孝（すえひろ ひでたか）。

## 経歴
寺を営む両親のもとに生まれる。高校生の17歳の時には仏教に関する資格を取得する。
進学した大阪芸術大学では映画と映像広告を専攻し、当時教授を務めていた映画監督の中島貞夫のもとで学ぶ。卒業制作で書いたシナリオが中島から褒められ、中島組のシナリオにどうか、と映画製作に誘われるが、これを断り、1996年、実家の近所にあったエス・エヌ・ケイに入社する。
エス・エヌ・ケイでは『風雲スーパータッグバトル』と『月華の剣士』シリーズ2作品に携わる。その後退社し、1999年、かつて『魔界村』を手掛けた藤原得郎の会社（ウーピーキャンプ）に移籍して『トンバ!ザ・ワイルドアドベンチャー』を制作、さらにその後、藤原とソニーの合弁会社ディープスペースに移籍し、『EXTERMINATION』で初めてメインプランナーを担当する。しかし、SWERYはメインプランナーではなくディレクションをやりたいという思いが強かったため、自身の会社を興すことを藤原に伝えて退社し、2002年1月に株式会社アクセスゲームズを設立する。なお、その後にアクセスゲームズが加賀電子グループの傘下に入ったことを受けて2004年頃に株を手放しており、創業者でありながら雇われ役員のような立場となっている。
2010年発売の『レッドシーズプロファイル』（英題：Deadly Premonition）は世界でカルト的な人気となり、2012年のギネスブック・ゲーマーズエディションにおいて「世界で最も評価が分かれたサバイバルホラーゲーム」として登録された。また、ゲームクリエイターの話題を扱うアメリカの雑誌「Game Developer」の2010年11月号にて、ゲーム業界に貢献した50人のクリエイターの1人としてSWERYが選出された。
2014年発売の『D4: Dark Dreams Don't Die』は発売前から注目を集め、前年の2013年には、アメリカのゲーム開発者向けイベント「Game Developers Conference」で、発売前の革新的な10作品を表彰する「GDC NEXT 10」に選出された。また、2015年のGame Developers ConferenceではSWERYが登壇し、「Designing for Empathy with Sensory Replication in D4」（「D4」における感情移入と感覚再現を目指したゲームデザイン）という題で講演を行っている。
2015年11月6日、自身が罹患した反応性低血糖症の治療のため少しの間ゲーム開発から離れて療養すると発表。この療養期間にSWERYは京都の寺で共同生活を送り、2016年、高校生時代に取得した資格より1つ上の「教師」の資格（住職になるための資格）を取得する。その後、2016年8月31日をもってアクセスゲームズの取締役を退任したことを10月31日付の自身のTwitterアカウントで報告、翌11月1日に新スタジオのWhite Owlsを設立する。
2021年、モスクワ国際ホラー映画祭&アワードにおいて、「For the international contribution to the development of horror genre in film industry」（映画界におけるホラージャンルの発展への国際貢献に対して）として賞が授与された。
2023年、グラスホッパー・マニファクチュアの須田剛一とのコラボ作品『Hotel Barcelona』を発表する。元々は須田の『Travis Strikes Again: No More Heroes』のイベントにSWERYが呼ばれた際に須田が思いつきのようにコラボを宣言した事が発端であり、その後、本当に二人で企画を突き詰めて実現に至った。

## 人物
- 「SWERY」という名前は、大学時代に周囲から「スエリー」と呼ばれていたことが由来となっている。また、海外の人と仕事をする機会が多いため、本名ではなく「SWERY」と名乗っている[18]。
- 出張などの際には、サルのぬいぐるみの「シャラポワ」を連れている。2014年のドイツのゲームイベント「Gamescom」で初めて公開された[2]。インタビューを受ける際にはシャラポワを同席させることが多い[4][5]。White Owlsの公式ホームページには、シャラポワが「PR担当者」として鳴き声とともに掲載されている[19]。
- 前述のようにSWERYは仏教徒であるが、自身の作品内に直接的な仏教の要素は入れていない。これについてSWERYは、宗教をコマーシャルに使うのは自身の主義に反しているという考えや、修行が足りていない中で取り入れるのは不遜すぎると感じていることを理由に挙げている[2]。一方、仏教から影響を受けている点として、人間にこだわったモノづくりをしていること、また、人間の力ではどうしようもないことがあることを学び「人智を超えた存在」が作品内で描かれていることを挙げている[1]。

## 作品
- 風雲スーパータッグバトル（1996年、エス・エヌ・ケイ）：プランナー
- 幕末浪漫 月華の剣士（1997年、エス・エヌ・ケイ）：プランナー、シナリオ
- 幕末浪漫第二幕 月華の剣士 〜月に咲く華、散りゆく花〜（1998年、エス・エヌ・ケイ）：プランナー、シナリオ
- トンバ!ザ・ワイルドアドベンチャー（1999年、ウーピーキャンプ）：プランナー・レベルデザイナー
- EXTERMINATION（2001年、ソニー・コンピュータエンタテインメント）：プランナー・レベルデザイナー
- スパイフィクション（2003年、サミー）：原案・ディレクター・プランナー・レベルデザイナー
- 戦国BASARA BATTLE HEROES（2005年、カプコン）：ディレクター
- 機動戦士ガンダム 戦場の絆 ポータブル（2009年、バンダイ）：ディレクター
- レッドシーズプロファイル（2010年、マーベラスエンターテイメント）：原案・ディレクター・シナリオ・プランナー・レベルデザイナー
- ロード オブ アルカナ（2010年、スクウェア・エニックス）：ディレクター
- 戦国BASARA CHRONICLE HEROES（2011年、カプコン）：プロデューサー
- ロード オブ アポカリプス（2011年、スクウェア・エニックス）：ディレクター
- ドラッグオンドラグーン3（2013年、スクウェア・エニックス）：プロデューサー
- D4: Dark Dreams Don't Die（2014年、マイクロソフト）：原案・プロデューサー・ディレクター・シナリオ・プランナー・レベルデザイナー
- The MISSING -J.J.マクフィールドと追憶島-（2018年、アークシステムワークス）：原案・プロデューサー・ディレクター・シナリオ・プランナー・レベルデザイナー
- Deadly Premonition 2: A Blessing In Disguise（2020年、トイボックス）：原案・ディレクター・シナリオ
- The Good Life（2021年、PLAYISM）：原案・プロデューサー・ディレクター・シナリオ・プランナー
- Hotel Barcelona（2024年、White Owls）：ディレクター・シナリオ